# LyX
{\displaystyle \mathbf {L} _{\mathbf {\displaystyle Y} }\!\mathbf {X} }（テキストとしては LyX と書かれる）は、TeX をバックエンドとして、GUIを有するソフト。発音の仕方にコンセンサスは無いが、リクス、リックスもしくはリュクスに近い発音が提案されている（もともとLyXはLyrixから派生した名前である）。WYSIWYG (what you see is what you get) とは異なる、WYSIWYM (What you see is what you mean) を標榜するワードプロセッサである。
WYSIWYM とは、ユーザーが文書の中身と構造だけを用意すれば、フォーマットが LaTeX の組版処理によってなされることを意味する。LyX は最小限の手間でプロ並みの出力を得ることができ、組版についての特別な知識を要しない。組版は、事前に定義されたスタイルと呼ばれる規則に従ってコンピュータがほとんど行う。LaTeX についての知識も不要だが、LaTeX についても知っていれば LyX をさらに活用できる。
LyX は数式機能があるため、主に工学や科学関係でよく使われているが、書誌情報データベースと組み合わせ可能な点や複数のファイルを管理する機能などが好感され、他の学問分野でも利用が広がっている。

## 機能
- メニューなどのGUI
- 章節名に自動的に番号をつけ、目次を生成する。
- レイアウトは標準的な印刷規則に従う（字下げ、空白、ハイフネーションなど）。
- カットアンドペーストやスペルチェックは標準的な操作法を採用（GNU Aspell を利用）。
- 脚注機能
- LaTeX の \documentclass[arguments]{theclass} コマンドに類似したテキストクラスとテンプレート。
- LyX 2.0において、XeTeXとLuaTeXのベーシックなサポート[3]。
- BibTeX サポート
- 表エディタ (WYSIWYG)
- 数式エディタ (WYSIWYG)
- Maple, Maxima, Octave, Mathematicaといった数式処理システムの基本機能をサポート
- 画像形式のサポート（PDF, EPS, SVG, Xfig, Dia, その他）
- 各種文書形式をインポート可能

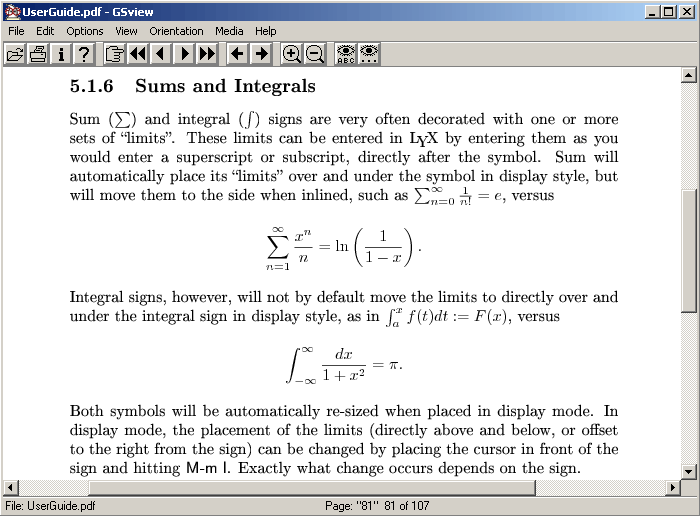
LyX で作成した PDF 文書のスクリーンショット

- 文書を DocBook SGML 形式にエクスポート可能であり、Jade、Openjade、pdfTeX、pdfJadeTeX といった SGMLツールで処理可能であり、HTML、PDF、PostScript、RTF、テキストファイルといった各種形式の文書を LyX の1つのソースから生成可能である[4]。

## プラットフォーム
LyX は UNIX、macOS、OS/2、Windows、Linuxといった各種オペレーティングシステムで動作する。自由ソフトウェアであり、フリーソフトウェア財団の定義するGNU General Public Licenseの下で改変・再配布が自由に行える。

## 多言語対応
右から左に書かれる言語もサポートしている。また、CJK-LyX という多バイト言語（日本語、中国語、韓国語）をサポートした派生バージョンもあったが、バージョン1.5.0より公式リリースに取り込まれた。ソフトウェア自体のメニューバーなども多言語対応している。

## 歴史
- 1995年、マティアス・エトリッヒが Lyrix というシェアウェアの開発を開始。
- 直後にネットニュースで発表すると、大きな反響があった。
- 最初のリリース直後、Lyx に改称。旧SCOのワープロソフトと名称が同じだったため。その後、GNU General Public License でリリースされ、オープンソースのプロジェクトとなった。LyX という名称は、ファイルの拡張子が '.lyx' であったため。
- バージョン 1.0.0 が 1999年にリリースされた。
- LyX 1.3.0 が2003年2月7日にリリースされた。
- LyX 1.4.0 が2006年3月8日にリリースされた。
- LyX 1.5.0 が2007年7月27日にリリースされた。このバージョンから正式に多言語対応となった。
- LyX 1.6.0 が2008年11月10日にリリースされた。
- LyX 2.0.0 が2011年5月8日にリリースされた。
- LyX 1.6.10 が2011年5月9日にリリースされた。
- LyX 2.1.0 が2014年4月25日にリリースされた。
- LyX 2.2.0 が2016年3月27日にリリースされた。
- LyX 2.3.0 が2018年3月16日にリリースされた。
- LyX 2.4.0 が2024年5月31日にリリースされた。2018年にLaTeXがUTF-8を既定のエンコーディングとしたのに伴い、このバージョンからLyXでもUTF-8を全面的に既定値として採用した。また、ePub 3/DocBook 5/XHTML 5へのエクスポートが可能となった[5]。